# François Ratier
Pour l'entraîneur de rugby à XV, voir François Ratier (rugby à XV).
Pour les articles homonymes, voir Ratier.
François Ratier est un homme politique français né le 24 juillet 1804 à Buzançais (Indre) et décédé le 18 mars 1880 à Lorient (Morbihan).

## Biographie
Avocat à Lorient, il est proscrit après le coup d’État du 2 décembre 1851 et ne revient qu'après l'amnistie. Il est préfet du Morbihan du 1er octobre 1870 au 25 mars 1871. Conseiller général, il est député du Morbihan de 1876 à 1880, siégeant comme républicain. Il est l'un des 363 qui refusent la confiance au gouvernement de Broglie, le 16 mai 1877. Il échoue aux élections sénatoriales de 1879.

## Sources
- « François Ratier », dans Adolphe Robert et Gaston Cougny, Dictionnaire des parlementaires français, Edgar Bourloton, 1889-1891 [détail de l’édition]
- « François, Simon, Gustave RATIER (1804 - 1880) », sur www.assemblee-nationale.fr (consulté le 4 janvier 2013)